# Lunovula cancellata
Lunovula cancellata là một loài ốc biển, là động vật thân mềm chân bụng sống ở biển trong họ Pediculariidae.